# Lélis Lara
Dom Lélis Lara, CSsR (Divinópolis, 19 de dezembro de 1925 – Coronel Fabriciano, 8 de dezembro de 2016), também conhecido como Dom Lara, foi um religioso brasileiro da Congregação do Santíssimo Redentor, bispo-emérito da Diocese de Itabira-Fabriciano. Recebeu sua ordenação presbiteral a 2 de fevereiro de 1951 e episcopal a 2 de fevereiro de 1977.

## Biografia

### Infância e formação religiosa
Lélis Lara nasceu no município brasileiro de Divinópolis, no interior do estado de Minas Gerais, em 19 de dezembro de 1925, sendo o décimo dos 13 filhos do casal Joaquim Martins Lara (maquinista falecido aos 102 anos de idade) e Maria José Lara. Aos 12 anos, foi encaminhado ao Seminário Menor da Congregação Redentorista, situado em Congonhas, declarando-se estar decidido a ser padre desde os 7 anos, e aos 13 iniciou sua formação em música, especializando-se em piano e harmônio.
Em 1945, iniciou a graduação em filosofia e teologia em Juiz de Fora, sendo ordenado pela Congregação do Santíssimo Redentor em 2 de fevereiro de 1951. Nos anos seguintes, atuou como professor no seminário de Congonhas e desenvolveu doutorado em Direito Canônico, Espiritualidade e Música, complementando-o na Pontifícia Universidade Gregoriana (PUG), em Roma, tendo posteriormente retornado ao Brasil, onde participou de missões e foi empossado como reitor e diretor espiritual do Seminário Maior Redentorista de Juiz de Fora entre 1959 e 1970.

### Chegada à Diocese de Itabira-Fabriciano

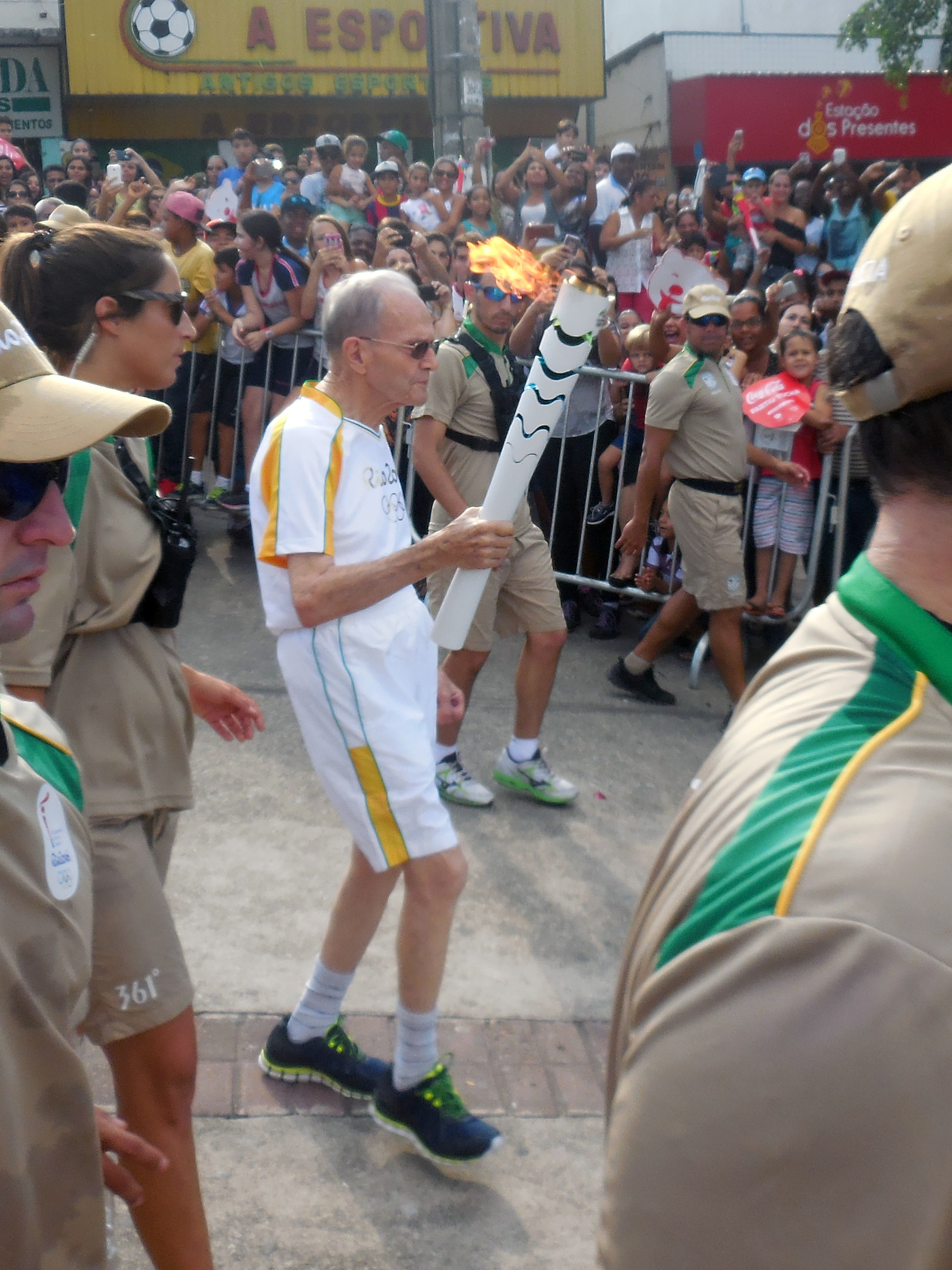
Dom Lélis Lara durante o revezamento da tocha dos Jogos Olímpicos de 2016 em Coronel Fabriciano

Em 14 de fevereiro de 1971, assumiu a Paróquia São Sebastião, em Coronel Fabriciano, onde foi o responsável por reformas na Igreja Matriz e pela construção do Santuário Nossa Senhora da Piedade, santuário diocesano consagrado em 1998, e auxiliou a diligência de equipamentos como o Grupo Escoteiro e a Rádio Educadora. Desenvolveu dentre outros projetos sociais a Fundação Comunitária Fabricianense (Funcelfa), oferecendo serviços de assistência social a crianças e cursos profissionalizantes a adolescentes, e a Cidade dos Meninos (antiga Cidade do Menor), que está localizada no bairro Caladinho e foi construída no final da década de 70, em área doada pelo Lions Clubs local, servindo como creche e abrigo de crianças e adolescentes ligada à Funcelfa. Em 6 de dezembro de 1976, foi nomeado bispo auxiliar da Diocese de Cellae, na Mauritânia, e da Diocese de Itabira-Fabriciano (então Diocese de Itabira) pelo Papa Paulo VI, e em 2 de fevereiro de 1977, recebeu a consagração episcopal, em cerimônia presidida no pátio do Colégio Angélica.
No final da década de 80, Dom Lélis Lara, ao lado do então bispo diocesano Dom Mário Teixeira Gurgel, liderou a comissão favorável à manutenção do Centro Universitário Católica do Leste de Minas Gerais (Unileste), então campus da PUC Minas que passava por problemas financeiros. Dessa forma, o religioso fundou o Instituto Católico de Minas Gerais (ICMG), que assumiu a universidade em 1990, tendo esta recebido o nome do instituto e posteriormente se transformado no Unileste em 2000. Sucedeu Dom Mário em 15 de maio de 1996, ao ser nomeado terceiro bispo da Diocese de Itabira-Fabriciano pelo Papa João Paulo II em 6 de dezembro de 1995, a pedido do próprio antecessor. Foi sucedido por Dom Odilon Guimarães Moreira em 30 de março de 2003, após ter sua renúncia aceita por João Paulo II a 22 de janeiro do mesmo ano.

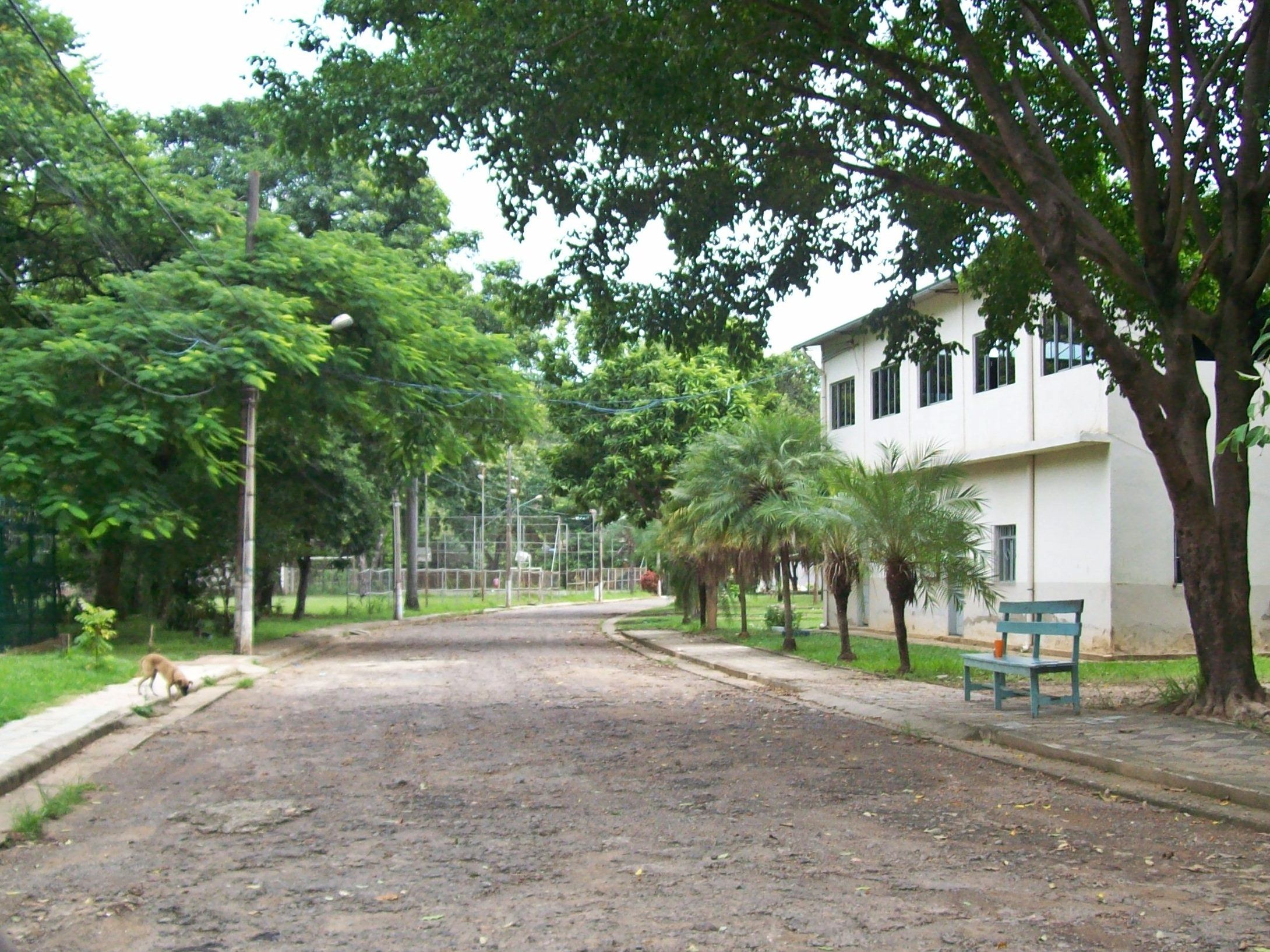
Interior da Cidade dos Meninos, antiga Cidade do Menor, criada por Dom Lélis Lara.

Posteriormente, na condição de bispo-emérito, atuou como assessor jurídico da Conferência Nacional dos Bispos do Brasil (CNBB) e vice-presidente da União Brasileira de Educação Católica (UBEC) e continuou a se dedicar a atividades pastorais e celebrações na diocese, à manutenção de projetos e à carreira musical. Em janeiro de 2016, assumiu a manutenção do Colégio Angélica por intermédio do ICMG, tendo em vista que o fechamento da instituição de ensino era dado como certo devido a motivos financeiros e à necessidade de reformas do prédio da escola. Em 12 de maio de 2016, participou do final do revezamento da tocha dos Jogos Olímpicos de Verão em Coronel Fabriciano, levando-a até a Praça da Estação nas mãos da prefeita Rosângela Mendes.

### Falecimento
Em 29 de novembro de 2016, foi internado no Hospital Metropolitano Unimed Vale do Aço, em Fabriciano, acometido por uma pneumonia. Seu estado de saúde piorou cinco dias mais tarde, quando precisou ser sedado, vindo a falecer às 22h30min de 8 de dezembro de 2016, onze dias antes de completar 91 anos de idade. O velório teve início no dia seguinte na Catedral de São Sebastião, sendo translado para o Colégio Angélica em 10 de dezembro, retornando para a catedral no mesmo dia. O sepultamento ocorreu em Coronel Fabriciano conforme pedido do bispo-emérito, realizando-se no Cemitério Vale da Saudade depois da missa fúnebre de corpo presente na catedral em 11 de dezembro. Cerca de 2 mil pessoas compareceram à missa e as prefeituras de Coronel Fabriciano e Ipatinga decretaram luto oficial de três dias.